# باب السماء مفتوح (فلم)
باب السماء مفتوح فيلم مغربي من إنتاج 1989 للمخرجة فريدة بليزيد .

## روابط خارجية
- باب السماء مفتوح  في قاعدة بيانات الأفلام على الإنترنت (بالإنجليزية)